# Ngân hàng Nội Mông
Công ty TNHH Ngân hàng Nội Mông, gọi tắt là Ngân hàng Nội Mông, có trụ sở chính tại Hohhot, Nội Mông, Trung Quốc, được thành lập vào ngày 19 tháng 11 năm 1999. Tên ban đầu là Ngân hàng Thương mại Thành phố Hohhot hoặc Công ty TNHH Ngân hàng Thương mại Thành phố Hohhot, một ngân hàng thương mại thành phố địa phương. Năm 2009, công ty đổi tên thành Ngân hàng Nội Mông và đưa ra tiêu chuẩn ngân hàng mới.